# Slohokej Liga
Slohokej Liga – rozgrywki ligowe w hokeju na lodzie skupiające zespoły ze Słowenii, Austrii, Chorwacji oraz Serbii. Kilka drużyn było filiami drużyn z ligi Erste Bank Eishockey Liga (Acroni Jesenice i Olimpija Lublana). W pozostałych drużynach grali zawodnicy w wieku do lat 21. Po rozwiązaniu ligi w 2012 roku większość ekip zostało przemianowanych na drużyny amatorskie, jedynie HK Slavija Ljubljana i HK Triglav Kranj przeniosły się do nowo powstałej ligi Inter-National-League.

## Triumfatorzy
| Sezon     | Mistrzostwo         | Finalista              |
| --------- | ------------------- | ---------------------- |
| 2009-2010 | HDK Maribor         | HK Partizan Belgrad    |
| 2010-2011 | HK Partizan Belgrad | HD HS Olimpija Lublana |
| 2011-2012 | HK Partizan Belgrad | HD HS Olimpija Lublana |

## Drużyny uczestniczące w rozgrywkach w latach 2009-2012
- HD HS Olimpija Lublana
- HDK Maribor
- HDK Maribor II
- HK Triglav Kranj
- HDD Bled
- HK MK Bled
- HD Mladi Jesenice
- HK Slavija Lublana
- KHL Mladost Zagrzeb
- KHL Medveščak Zagrzeb II
- Team Zagrzeb
- HK Partizan Belgrad
- Junior Graz 99ers